# FH Hafnarfjörður (handball)
La section handball du FH Hafnarfjörður est un club de handball situé à Hafnarfjörður en Islande.

## Joueurs célèbres
- Logi Geirsson
- Aron Pálmarsson

## Palmarès
- Championnat d'Islande  (16) : 1956, 1957, 1959, 1960, 1961, 1965, 1966, 1969, 1971, 1974, 1976, 1984, 1985, 1990, 1992, 2011
- Coupe d'Islande (6) :1 975, 1976, 1977, 1992, 1994, 2019